# Ceriana flavipennis
Ceriana flavipennis är en tvåvingeart som först beskrevs av Meijere 1908.  Ceriana flavipennis ingår i släktet griffelblomflugor, och familjen blomflugor. Inga underarter finns listade i Catalogue of Life.